# Trehörningen (Gräsmarks socken, Värmland)
Trehörningen är en sjö i Sunne kommun i Värmland och ingår i Göta älvs huvudavrinningsområde. Sjön har en area på 0,0462 kvadratkilometer och ligger 288,1 meter över havet.

## Delavrinningsområde
Trehörningen ingår i det delavrinningsområde (665890-133631) som SMHI kallar för Utloppet av Grässjön. Medelhöjden är 223 meter över havet och ytan är 13,18 kvadratkilometer. Det finns inga avrinningsområden uppströms utan avrinningsområdet är högsta punkten. Vattendraget som avvattnar avrinningsområdet har biflödesordning 5, vilket innebär att vattnet flödar genom totalt 5 vattendrag innan det når havet efter 350 kilometer. Avrinningsområdet består mestadels av skog (72 procent). Avrinningsområdet har 1,5 kvadratkilometer vattenytor vilket ger det en sjöprocent på 11,4 procent.